# Kabat (prawo)
Kabat  (także: ciemny kabat) – dawne narzędzie służące do wymierzania kar.
Miało formę ciasnego drewnianego pudła, wykonanego z grubych belek, bądź desek, otaczającego skazańca ze wszystkich stron i unieruchamiającego go. Można domniemywać, że mogło mieć dwie formy:
- dla skazańca stojącego: forma szafy lub płaszcza wyposażonego w drzwiczki z przodu (do dziś nie dochowało się żadne z tego rodzaju urządzeń),
- dla skazańca siedzącego: forma krzesła lub konfesjonału zamkniętego ze wszystkich stron (zachowały się w Polsce dwa takie urządzenia - na zamku w Kwidzynie i w Muzeum Narodowym w Szczecinie)[1].

W aktach sądowych kaliskich dochował się łaciński zapis stubella, dicta kabat, a w poznańskich przeciwstawiono ciemny kabat ciasnej celi, różnicując te dwie formy kar. 